# Hubert Davis
Hubert Ira Davis Jr. (Winston-Salem, Carolina del Norte, 17 de mayo de 1970) es un exjugador y entrenador de baloncesto estadounidense que disputó 12 temporadas en la NBA. Con 1,96 metros de altura, jugaba en la posición de escolta.
Es sobrino del también jugador profesional Walter Davis.

## Carrera

### Universidad
Asistió a la Universidad de Carolina del Norte, donde promedió 21,4 puntos por partido en su última temporada, consagrándose como un fiable tirador de tres puntos. De hecho, promedió más puntos que cualquier otro baloncestista bajo la tutela del entrenador Dean Smith, incluso Michael Jordan.

### Profesional
Fue seleccionado en la 20.ª posición del Draft de la NBA de 1992 por New York Knicks. Estuvo en activo hasta 2004, pasando por New York Knicks, Toronto Raptors, Dallas Mavericks, Washington Wizards, Detroit Pistons y New Jersey Nets.

### Retirada

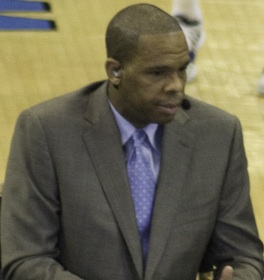
Davis en 2008.

En 2012, tras casi dos décadas como jugador de la NBA, volvió a su alma mater, la Universidad de Carolina del Norte en Chapel Hill, para ejercer como entrenador asistente y desde 2021 como entrenador principal, tras la retirada de Roy Williams.
Hoy día trabaja como analista del baloncesto universitario y aparece en College Gameday, un show de la ESPN.

## Estadísticas de su carrera en la NBA

### Temporada regular
| Temporada | Edad | Equipo             | Liga | Pos. | P   | TIT | MIN  | TC  | TCA | %TC  | 3P  | 3PA | %3P  | 2P  | 2PA | %2P  | TL  | TLA | %TL   | R.OF. | R.DEF. | REB | ASIS | ROB | TAP | PER | FP  | PTS  |
| 1992-93   | 22   | New York Knicks    | NBA  | SG   | 50  | 2   | 16.3 | 2.2 | 5.0 | .438 | 0.1 | 0.4 | .316 | 2.1 | 4.6 | .448 | 0.9 | 1.1 | .796  | 0.3   | 0.9    | 1.1 | 1.7  | 0.4 | 0.1 | 0.9 | 1.4 | 5.4  |
| 1993-94   | 23   | New York Knicks    | NBA  | SG   | 56  | 27  | 23.8 | 4.3 | 9.0 | .471 | 0.9 | 2.4 | .402 | 3.3 | 6.7 | .496 | 1.5 | 1.8 | .825  | 0.4   | 0.8    | 1.2 | 2.9  | 0.7 | 0.1 | 1.4 | 2.1 | 11.0 |
| 1994-95   | 24   | New York Knicks    | NBA  | SG   | 82  | 4   | 20.7 | 3.6 | 7.5 | .480 | 1.6 | 3.5 | .455 | 2.0 | 4.0 | .502 | 1.2 | 1.5 | .808  | 0.4   | 1.0    | 1.3 | 1.8  | 0.4 | 0.1 | 1.1 | 1.8 | 10.0 |
| 1995-96   | 25   | New York Knicks    | NBA  | SG   | 74  | 14  | 24.0 | 3.7 | 7.6 | .486 | 1.7 | 3.6 | .476 | 2.0 | 4.0 | .495 | 1.5 | 1.7 | .868  | 0.5   | 1.2    | 1.7 | 1.4  | 0.4 | 0.1 | 0.9 | 1.6 | 10.7 |
| 1996-97   | 26   | Toronto Raptors    | NBA  | SG   | 36  | 0   | 17.3 | 2.1 | 5.1 | .402 | 0.4 | 1.9 | .229 | 1.6 | 3.2 | .509 | 0.5 | 0.6 | .739  | 0.3   | 0.8    | 1.1 | 0.9  | 0.3 | 0.1 | 0.6 | 1.1 | 5.0  |
| 1997-98   | 27   | Dallas Mavericks   | NBA  | SG   | 81  | 30  | 29.4 | 4.3 | 9.5 | .456 | 1.2 | 2.8 | .439 | 3.1 | 6.6 | .464 | 1.2 | 1.4 | .836  | 0.4   | 1.7    | 2.1 | 1.9  | 0.5 | 0.1 | 1.1 | 1.4 | 11.1 |
| 1998-99   | 28   | Dallas Mavericks   | NBA  | SG   | 50  | 21  | 27.6 | 3.5 | 7.9 | .438 | 1.3 | 2.9 | .451 | 2.2 | 5.1 | .431 | 0.9 | 1.0 | .880  | 0.1   | 1.7    | 1.7 | 1.8  | 0.4 | 0.1 | 1.1 | 1.5 | 9.1  |
| 1999-00   | 29   | Dallas Mavericks   | NBA  | PG   | 79  | 15  | 23.0 | 2.7 | 5.9 | .468 | 1.0 | 2.1 | .491 | 1.7 | 3.8 | .455 | 0.8 | 1.0 | .870  | 0.2   | 1.5    | 1.7 | 1.8  | 0.3 | 0.0 | 0.9 | 1.4 | 7.4  |
| 2000-01   | 30   | TOTAL              | NBA  | PG   | 66  | 18  | 25.6 | 3.0 | 6.6 | .453 | 1.2 | 2.6 | .456 | 1.8 | 4.0 | .450 | 0.8 | 0.9 | .871  | 0.4   | 1.7    | 2.1 | 1.7  | 0.5 | 0.0 | 1.2 | 1.8 | 7.9  |
| 2000-01   | 30   | Dallas Mavericks   | NBA  | PG   | 51  | 7   | 24.7 | 2.7 | 6.2 | .443 | 1.1 | 2.6 | .436 | 1.6 | 3.5 | .448 | 0.7 | 0.8 | .854  | 0.4   | 1.8    | 2.1 | 1.2  | 0.6 | 0.0 | 1.1 | 1.8 | 7.3  |
| 2000-01   | 30   | Washington Wizards | NBA  | PG   | 15  | 11  | 28.7 | 3.8 | 7.9 | .479 | 1.3 | 2.5 | .526 | 2.5 | 5.4 | .457 | 1.3 | 1.4 | .905  | 0.7   | 1.3    | 2.0 | 3.3  | 0.4 | 0.0 | 1.7 | 1.9 | 10.2 |
| 2001-02   | 31   | Washington Wizards | NBA  | SG   | 51  | 17  | 24.1 | 2.9 | 6.4 | .448 | 1.1 | 2.5 | .452 | 1.7 | 3.9 | .445 | 0.3 | 0.4 | .762  | 0.1   | 1.4    | 1.5 | 2.1  | 0.5 | 0.1 | 0.9 | 1.1 | 7.2  |
| 2002-03   | 32   | Detroit Pistons    | NBA  | SG   | 43  | 1   | 7.6  | 0.7 | 1.8 | .392 | 0.3 | 0.8 | .333 | 0.4 | 1.0 | .442 | 0.1 | 0.1 | .833  | 0.1   | 0.7    | 0.8 | 0.7  | 0.1 | 0.0 | 0.3 | 0.5 | 1.8  |
| 2003-04   | 33   | TOTAL              | NBA  | SG   | 17  | 0   | 4.6  | 0.1 | 0.6 | .091 | 0.0 | 0.1 | .000 | 0.1 | 0.6 | .100 | 0.1 | 0.1 | 1.000 | 0.1   | 0.4    | 0.5 | 0.2  | 0.1 | 0.0 | 0.2 | 0.7 | 0.2  |
| 2003-04   | 33   | Detroit Pistons    | NBA  | SG   | 3   | 0   | 7.7  | 0.0 | 0.7 | .000 | 0.0 | 0.3 | .000 | 0.0 | 0.3 | .000 | 0.0 | 0.0 |       | 0.0   | 0.0    | 0.0 | 0.3  | 0.0 | 0.0 | 0.3 | 1.3 | 0.0  |
| 2003-04   | 33   | New Jersey Nets    | NBA  | SG   | 14  | 0   | 3.9  | 0.1 | 0.6 | .111 | 0.0 | 0.0 |      | 0.1 | 0.6 | .111 | 0.1 | 0.1 | 1.000 | 0.1   | 0.4    | 0.6 | 0.2  | 0.1 | 0.0 | 0.1 | 0.6 | 0.3  |
| Total     |      |                    | NBA  |      | 685 | 149 | 22.1 | 3.1 | 6.7 | .458 | 1.1 | 2.4 | .441 | 2.0 | 4.3 | .468 | 0.9 | 1.1 | .837  | 0.3   | 1.2    | 1.5 | 1.7  | 0.4 | 0.1 | 0.9 | 1.5 | 8.2  |

### Playoffs
| Temporada | Edad | Equipo          | Liga | Pos. | P  | TIT | MIN  | TC  | TCA | %TC  | 3P  | 3PA | %3P  | 2P  | 2PA | %2P  | TL  | TLA | %TL   | R.OF. | R.DEF. | REB | ASIS | ROB | TAP | PER | FP  | PTS |
| 1993      | 22   | New York Knicks | NBA  | SG   | 7  | 0   | 13.7 | 2.0 | 3.6 | .560 | 0.1 | 0.3 | .500 | 1.9 | 3.3 | .565 | 0.3 | 0.4 | .667  | 0.1   | 0.7    | 0.9 | 0.7  | 0.9 | 0.0 | 1.3 | 1.1 | 4.4 |
| 1994      | 23   | New York Knicks | NBA  | SG   | 23 | 7   | 17.2 | 1.9 | 5.3 | .364 | 0.4 | 1.5 | .286 | 1.5 | 3.7 | .395 | 1.0 | 1.4 | .719  | 0.2   | 0.7    | 0.9 | 1.1  | 0.2 | 0.1 | 1.0 | 1.9 | 5.3 |
| 1995      | 24   | New York Knicks | NBA  | SG   | 11 | 0   | 16.7 | 1.5 | 4.4 | .354 | 0.9 | 2.5 | .370 | 0.6 | 1.9 | .333 | 0.2 | 0.2 | 1.000 | 0.0   | 0.6    | 0.6 | 0.8  | 0.1 | 0.5 | 0.8 | 1.8 | 4.2 |
| 1996      | 25   | New York Knicks | NBA  | SG   | 8  | 0   | 18.1 | 2.1 | 3.9 | .548 | 1.3 | 2.4 | .526 | 0.9 | 1.5 | .583 | 1.1 | 1.4 | .818  | 0.5   | 1.0    | 1.5 | 0.5  | 0.0 | 0.0 | 0.9 | 1.5 | 6.6 |
| Total     |      |                 | NBA  |      | 49 | 7   | 16.8 | 1.9 | 4.6 | .409 | 0.6 | 1.7 | .373 | 1.2 | 2.9 | .430 | 0.7 | 1.0 | .750  | 0.2   | 0.7    | 0.9 | 0.9  | 0.2 | 0.2 | 1.0 | 1.7 | 5.1 |